# Хан (племе)
Вижте пояснителната страница за други значения на Хан.
Хан (на английски: Han) е северноамериканско индианско племе, което живее на границата между Аляска и Юкон, на 20 км южно от Доусън. Името им идва от съкращаването на „ханкучин – хора от реката“, както ги наричат съседите им от племето кучин. Самите те се наричат „Тр’ондек хуч’ин – хората от Клондайк“. Преди златната треска в Клондайк (1897) има три групи хан, които живеят в поречието на река Юкон. И трите групи говорят атабаски език, малко по-различен от съседните атабаски езици и по-близък с езика на кучин. Заради сходствата в езика в миналото хан са класифицирани като подгрупа на кучин, но сега се разглеждат като отделно племе.
Основна обществена единица е разширеното семейство. През зимата отделните семейства строят лагерите си по Юкон, където ловят риба върху леда и периодично напускат лагерите, за да ловуват лосове, карибу и друг дивеч. През лятото семействата се събират заедно в по-големи групи, за да ловят сьомга и да провеждат годишните си празници. Всяко от семействата принадлежи към един от трите екзогамни майчини клана.
Европейското влияние ги достига в края на 18 век. След 1847 г. започват да търгуват във Форт Юкон. Първите заселници пристигат в страната им през 1874 -1875 г. След златната треска в Клондайк, почти всички се установяват в резервата Мус Хайд, близо до Доусън, където днес продължават да живеят около 300 техни потомци. Заради живота им близо до Доусън племето става известно като Индианците Доусън или Индианците Мус Хайд.